# Лили Иванова
Ли́ли Ивано́ва (настоящее имя Лиля́на Ивано́ва Петро́ва; 24 апреля 1939, Кубрат, Разградская область) — болгарская эстрадная певица, Народная артистка НРБ. В 2023 году она была объявлена «Величайшей болгарской поп-исполнительницей всех времён» со специальной наградой БГ радио.

## Биография
Лиляна Иванова Петрова родилась в городе Кубрат 24 апреля 1939 года. Отец будущей певицы, Иван Петров Дамянов, работал чиновником в мэрии, держал автомастерскую, а мать — Мария Петрова Дамянова — была домохозяйкой, но иногда подрабатывала официанткой. Родилась в деревне Тетово, недалеко от Кубрата. В её роду уважали музыку, отец и брат играли на скрипке.
В свидетельстве крещения Лили записана как Лиляна Иванова Петрова, в память о своей умершей сестре. После начала профессиональной карьеры, певица приняла своё настоящее имя и под ним стала известной как в Болгарии, так и во всём мире. Окончила медицинское училище в городе Варна в 1959 году, работала медсестрой только один год. Впервые обнаружили её талант в хоре рабочих. Стала популярной певицей с песней известного композитора Йосифа Цанкова «В субботу вечером» (1964). В 1963 году в Румынии вышел её первый альбом, а свой первый международный приз «Золотой Ключ» Лили Иванова получила в 1966 г. в городе Братислава за исполнение песни болгарского композитора Ангела Заберски — «Адажио». Затем следуют многочисленные победы на других международных конкурсах, певице удалось завоевать десятки международных наград во всём мире.
В 1957 году Лили выступила перед гостями — советскими моряками, имела большой успех. Капитан сказал Жени Стоиловой: — «Эта девушка прекрасная певица, она должна продолжать петь дальше».
Лили Иванова была одной из самых востребованных певиц у жителей СССР. Впервые она предстала перед советскими зрителями в 1966 году, выступая во дворце спорта «Лужники» в рамках Международного фестиваля эстрадной песни «Дружба». Он, кстати, проходил в 6 соцстранах: СССР, Польше, ГДР, Чехословакии, Венгрии и Болгарии. С этого фестиваля Лили очень полюбилась нашим соотечественникам. У нас выпускались её гибкие пластинки, миньоны и пластинки-гиганты.
Песни певицы были настолько популярны, что даже звучали в одной из самых известных советских телепередач «Кабачок 13 стульев». Обычно её голосом пела одна из героинь — пани Моника, которую играла несравненная Ольга Аросева.
Лили Иванова с неизменным успехом гастролировала по СССР. Интерес у советских телезрителей вызывал не столько факт того, что она была иностранкой, сколько манера исполнения. В одной из статей того времени советский музыковед размышляет о стилях зарубежной музыки и приходит к выводу, что в конце 1960-х годов Европу захлестнуло пение так называемых «крикунов» эры биг-бита. Говоря о Лили Ивановой, он отмечает, что когда она «кричит» — это не «крик моды», а крик сердца.
Благодаря мощному и глубокому голосу, а также искренности исполнения, Лили Ивановой удавалось преображать даже самую «примитивную» песню. Благодаря этому она выделялась среди многих музыкальных современников соцстран 1960—1970-х годов.
Итак, 1968 год, песня о Ленинграде. Обратите внимание, что песня на русском языке! А какой овацией её встречает зал! Как просто во время проигрыша певица пробежалась среди людей, даря им положительную энергию…
Первые гастроли Лили Ивановой в СССР длились всего месяц, но и за столь короткий срок певица приобрела популярность. А когда певица в 1966 году приехала в СССР второй раз, то успех её выступлений стал поистине феноменальным. На советском радио и телевидении можно было часто видеть и слышать передачи с её участием. Фирма грамзаписи «Мелодия» рекордными тиражами выпустила большие и малые грампластинки с песнями Лили Ивановой, которые можно было найти буквально в каждой квартире, в каждой семье. С того времени и до сих пор в России и других странах бывшего Союза сохраняется популярность Лили Ивановой. Лили Иванова часто гастролирует. Только в СССР она выступала 7 раз. Её хорошо знают в Москве, Ленинграде, Таллине, Риге, Ташкенте, Кишинёве. В репертуаре певицы популярные песни болгарских, советских и зарубежных композиторов.
Самая известная песня Лили в Советском Союзе — Woman In Love из репертуара Barbra Streisand, все возможные ВИА перепевали её с русским текстом «С тобой я буду всегда как путевая звезда».
В 1969 году ей было присвоено высокое звание заслуженной артистки Болгарской Народной Республики, а в Каннах на фестивале эстрадной песни ей была вручена золотая пластинка.
В августе 1970 года удостоена премии «Золотой грампластинки» за лучшее исполнение на III олимпиаде эстрадных песен, прошедшей в Афинах.
Лили исполнила песню «Хризантемы» (М.Щерев — И.Велчев) на сцене Международного фестиваля эстрадной песни в Сопоте в 1977 году.
С 1975 по 1991 год пела дуэтом со своим партнёром Асеном Гарговым, певцом и композитором. Они вместе записывали альбомы и концерты.
За почти 50 лет на сцене Лили Иванова записала более 600 песен в 35 альбомах, многие из которых стали Золотыми грампластинками в Европе. В 1997 году Международная ассоциация женщин номинировала её как одну из самых популярных женщин XX века, а в 1998 г. Лили Иванова получила высший орден фонда Св. Николая Чудотворца (Россия). 11 мая 2006 года она удостоена звезды на болгарской Аллее славы в городе София.
На сегодня Лили Иванова одна из самых востребованных певиц Болгарии. Она продолжает давать концерты, которые непременно собирают аншлаги. Певица всегда работает «живьём», что показывает её колоссальный профессионализм, высококлассное владение голосом и вокальной техникой, а также невероятный талант этой прекрасной женщины. Не все её коллеги положительно к ней относятся. Лили — в первую очередь артистка, поэтому должна хорошо выглядеть. Поэтому она выступает в коротких облагающих платьях, юбках и джинсах (фигура ей это позволяет). Непременным предметом её концертного туалета являются туфли на высоченном каблуке, на которых она ещё умудряется танцевать на сцене. Лучший ответ для всех недругов Лили — полные залы и аншлаги на её выступлениях. Народ разных возрастов в Болгарии обожает Лили. Её знают и слушают представители трёх-четырёх поколений: от школьников до пенсионеров.
В 2006 году Лили Иванова выступила на удивительном фестивале — Международном фольклорном фестивале македонской музыки «Пирин-фолк» в болгарском городе Сандански. Фестиваль этот существует с 1993 г. Лили очень проникновенно исполнила красивую песню вместе с замечательным женским хором ансамбля «Пирин-фолк».
В апреле 2009 года вышла автобиографическая книга Лили Ивановой «Истината» под редакцией М. Карбовски, в которой она описывает свой жизненный путь, начиная с самого детства и заканчивая своим триумфальным выступлением в парижской Олимпии в январе 2009 года. Издание книги вызвало неоднозначную реакцию в Болгарии, многие считают, что некоторые факты не соответствуют действительности, а книга носит скандальный характер.
В 2013 году Лили Иванова записывает новые песни на русском языке по текстам поэта Ильи Резника, позже она принимает участие в его юбилейном концерте в «Кремлёвском дворце» в Москве.
В феврале 2023 года вышел клип Лили Ивановой на песню «Ти не си за мен». Автором музыки и текста композиции «Ти не си за мен» является композитор и музыкант Явор Кирин.
В конце мая 2023 года в болгарском Пловдиве состоялась церемония вручения ежегодной музыкальной премии BG Radio — 2023. Лили Иванова исполнила две свои песни. Ей вручили специальную награду «Величайшая артистка всех времён».
Впервые Лили вышла замуж за врача, с которым вместе работала в больнице в Кубрате, но брак продлился недолго — супруг был против певческой карьеры жены и оказался очень ревнивым. Основания для ревности были — отношения Лили с музыкантом Здравко Радоевым почти сразу переросли в близкие.
В конце 1964 года, в ночном клубе Белграда Лили увидела Ивана Пеева (30 апреля 1937 — 24 ноября 2018), который играл там на пианино и влюбилась в него с первого взгляда. Вскоре последовало второе замужество певицы и, как скажет Лили впоследствии, — самый важный брак в её жизни, её единственная настоящая любовь. Но он тоже оказался несчастливым — Иван Пеев был очень талантлив, но много пил. Несмотря на все усилия, предпринимаемые Лили, жизнь с пьяницей оказалась невыносимой, и в 1972 году, она разводится с Иваном Пеевым, оставив ему квартиру и другое имущество. «Я не хочу, чтобы мой бывший муж остался без квартиры», — заявила певица при разводе. А через год последовал новый брак с Янчо Таковым, архитектором и сыном члена Политбюро ЦК БКП Пеко Такова.
В 1962 году, после одного из своих выступлений на концерте, Лили почувствовала себя плохо, её отвезли в больницу в г. Петрич, где немедленно прооперировали. Через 2 года, возвращаясь после гастролей из ГДР, она вновь внезапно заболела, ещё одна операция, которую сделали врачи уже в г. Ловеч. После этих хирургических операций, Лили не могла иметь детей.
В 2007 Лили Иванова заявила, что распространение произведений искусства в Интернете незаконно и должно наказываться.

## Дискография

### Альбомы
- 1963 — Recital
- 1966 — Поёт Лили Иванова
- 1967 — Уличката малка / Маленькая улочка
- 1968 — Море на младостта / Море молодости
- 1970 — Лучшее с Лили Ивановой
- 1970 — Камино
- 1972 — Обичам те 1 / Я люблю тебя 1
- 1972 — Обичам те 2 / Я люблю тебя 2
- 1972 — Поёт Лили Иванова
- 1973 — Вечност / Вечность
- 1975 — Танго
- 1976 — Стари мой приятелю / Мой старый друг
- 1977 — Гълъбът / Голубь
- 1978 — Животът ни събира, животът ни разделя — альбом дуэта с Асен Гаргов
- 1979 — Моят град 1 / Мой город 1
- 1979 — Моят град 2 / Мой город 2
- 1981 — Забудь обратную дорогу
- 1980 — Предупреждение
- 1982 — Щурче / Сверчок
- 1983 — Сърцето те избра / Сердце тебя выбрало— альбом дуэта с Асен Гаргов
- 1984 — Искам те 1 / Хочу быть с тобой 1
- 1984 — Искам те 2 / Хочу быть с тобой 2
- 1986 — Лили 86
- 1987 — Ти ме повика / Ты меня позови
- 1989 — Тежка сватба / Тяжелая свадьба
- 1993 — Хазарт / Азарт
- 1995 — Готови ли сте за любов? / Вы готовы к любви?
- 1998 — Частен случай / Частный случай
- 2000 — Ветрове / Ветры
- 2003 — Илюзия, наречена любов / Иллюзия, названная любовью
- 2004 — Танго
- 2006 — Златна колекция: Без правила / Золотая коллекция: Без правил
- 2008 — Одна любовь
- 2010 — В името на вярата / Во имя веры
- 2010 — Този свят е жена / Этот мир женщина
- 2012 — LI
- 2014 — Поетът / Поэт
- 2017 — (Альбом без названия)
- 2019 — Севдана
- 2020 — LIVE НДК XII 2019
- 2020 — LIVE AT ARENA ARMEEC HALL, NOVEMBER 22, 2012
- 2021 — Чуй душата ми

### Синглы
- 1963 — Ако имах чук
- 1965 — Събота вечер
- 1965 — Ти
- 1965 — Ваканцията свърши
- 1966 — Спот 66
- 1966 — Адажио
- 1968 — Без радио не мога
- 1968 — Изпълнения на Лили Иванова
- 1968 — Bulutlar
- 1968 — Yo creo en ti
- 1968 — Априлска шега
- 1968 — Поёт Лили Иванова
- 1969 — За обич съм родена
- 1970 — Сердце
- 1970 — Tschau-Tschau und komm wieder
- 1970 — Rote Rosen vom Schwarzen Meer
- 1970 — Реквием
- 1970 — Този свят е тъй прекрасен
- 1970 — Es Gibt Nie Ein Goodbye
- 1971 — Пътеките
- 1972 — Българка
- 1972 — Ръцете ти
- 1973 — Огънят
- 1973 — Аугуста
- 1973 — Панаири
- 1973 — Абракадабра
- 1976 — Коя бе ти
- 1977 — Лили Иванова — Асен Гаргов
- 1977 — Вярвай ми
- 1977 — Остани
- 1977 — Лили Иванова — Асен Гаргов
- 1978 — За две ръце
- 1978 — Честита Нова Година
- 1979 — Моят град
- 1980 — Забудь обратную дорогу
- 1981 — Един живот
- 1981 — Woman in love
- 1985 — My way
- 1986 — Закъснение
- 2004 — Танго

### Сборники
- 1974 — Панаири
- 1977 — Песни от Александър Йосифов
- 1981 — Kein Film War Schoner
- 2001 — Любовта е по-силна от всичко
- 2002 — Best 1
- 2003 — Best 2
- 2005 — Золотая коллекция Ретро
- 2007 — Без правила
- 2008 — Една любов
- 2015 — Невероятно (антология)

## Факты
- В августе 1973 года выступала с концертом в Ленинградской филармонии.
- В ноябре 2008 года Лили Иванова выпустила альбом CD «Одна любовь» и двойной DVD — «Золотая коллекция» с записью концерта в софийском НДК.
- 9 января 2009 года Лили Иванова выступила в зале «Олимпия» в Париже. Она — единственная певица Болгарии, удостоенная этой большой чести. После концерта она получила предложения по будущей совместной работе от представителей компании «Универсал музик» во Франции.
- 8 апреля 2009 года Лили Иванова дала единственный концерт в Москве, в рамках дней дружбы городов Софии и Москвы. На концерте присутствовали мэр Москвы Юрий Лужков и Бойко Борисов, мэр Софии (впоследствии — премьер-министр Болгарии).
- Весной 2015 года она получила платиновую пластинку с мемориальной доской Болгарской ассоциации музыкальных продюсеров (за альбом «Поэт», который было продано более 15000 экземпляров). Альбом был выпущен и в виниле, специально изготовленном на одном из крупнейших заводов в Европе.[5][6]
- В конце 2015 года Лили Иванова и выпустила свой первый сборник под названием «Невероятно» с 65 песнями из своего репертуара включает 5 CD-ROM и выберите его. Песни в альманахе, находятся в период 1964—1989 большинство песен не выдаются современной звуковой среде. Предоставленный это записи «Балкантон» и почти все поэты и композиторы, в том числе Лили песни.[7][8]
- Помимо родного болгарского, певица владеет также русским и немецким языками.